# Elaphoglossum bryogenes
Elaphoglossum bryogenes là một loài thực vật có mạch trong họ Lomariopsidaceae. Loài này được Mickel mô tả khoa học đầu tiên năm 1993.